# Marynin (gmina Chynów)
Marynin – wieś sołecka w Polsce, położona w województwie mazowieckim, w powiecie grójeckim, w gminie Chynów.

## Historia
1828 - folwark Marynin w Dobrach Potyckich został przekazany do Zarządu Majątku
Państwowego Królestwa Polskiego.
1832 - Sprzedano Dobra Potycz - przeszły w ręce prywatne m.in. folwark Marynin.
Po upadku powstania styczniowego, w okresie uwłaszczeń, z folwarku wydzielono 10 osad włościańskich.
1921 - w czasie spisu we wsi było 10 gospodarstw, w których mieszkały 44 osoby oraz folwark
przynależny do Potyczy.
W okresie zaborów wieś należała do gminy w Czersku, po II wojnie światowej do GRN w Rososzy.
Obecnie w granicach Gminy Chynów, należy do parafii Konary i okręgu szkolnego w Konarach. 
W latach 1975–1998 miejscowość należała administracyjnie do województwa radomskiego.